# لاري بوروجارد
لاري بوروجارد هو عازف فلوت ‏ كندي، ولد في 14 أكتوبر 1956 في برامبتون في كندا، وتوفي في 4 سبتمبر 1985 في تولوز في فرنسا.

## وصلات خارجية
- لاري بوروجارد على موقع ميوزك برينز (الإنجليزية)